# Szczuki (województwo łódzkie)
Szczuki – wieś w Polsce położona w województwie łódzkim, w powiecie rawskim, w gminie Biała Rawska.
Wieś wymieniana w 1450 r. jako Szczuky. 
Od 1 października 1987 Szczuki są siedzibą rzymskokatolickiej parafii św. Maksymiliana Kolbego.
Na terenie wsi działa OSP Szczuki.
W latach 1975–1998 miejscowość położona była w województwie skierniewickim.